# 朱國禎 (萬曆丙辰進士)
朱國禎（16世紀—1618年），字翰臺，陝西西安府乾州武功縣人，明朝政治人物。

## 生平
朱國禎是岐山訓導朱光裕之子，閉戶專心讀書，到萬曆四十年（1612年）中舉人，四十四年（1616年）成進士，獲授壽光知縣，任內简易平恕，得百姓亲爱之，二年後獲调用到北京，但不久就去世。少子朱運豐，個性孝順温厚，乡人稱為恂恂君子，擅長古今文章，教授多名子弟，亦不只教導文词，為當時的经师少見，考至岁贡。兒子朱晸是舉人；兄子朱晟亦擅長文章。

## 引用
1. 1 2  雍正《武功縣志·卷二·人物志》：朱國正【禎】，字翰臺，光裕子，閉戶讀書成進士，除壽光知縣，簡易平恕，百姓親愛之，任二年調用，至京卒。少子運豐，性至孝，溫厚雅飭，鄉里稱恂恂君子，古今文皆優，多授徒，所鑒識不徒以文詞，非近世經師所及，終歲貢，子晸舉鄉試，兄子晟亦善文。……選舉……（萬曆）四十年壬子三人……朱國正 光裕子，四十四年丙辰進士，壽光知縣
2. ↑  民國《壽光縣志·卷六·秩官志》：朱國楨，陝西武功人，由進士知縣事，宅心仁厚，雅以循循長者稱。